# Đuba
Đuba je naselje u Republici Hrvatskoj, u sastavu grada Umaga, Istarska županija. 

## Stanovništvo
Prema popisu stanovništva iz 2001. godine, naselje je imalo 86 stanovnika te 28 obiteljskih kućanstava.

Prema popisu stanovništva 2011. godine naselje je imalo 115 stanovnika.
| broj stanovnika |       |       | 45    | 49    | 61    | 40    |       |       | 42    | 38    | 36    | 31    |       |       | 86    | 115   | 128   |
|                 | 1857. | 1869. | 1880. | 1890. | 1900. | 1910. | 1921. | 1931. | 1948. | 1953. | 1961. | 1971. | 1981. | 1991. | 2001. | 2011. | 2021. |

U 2001. nastalo izdvajanjem iz naselja Seget u kojemu su podaci sadržani u 1981. i 1991. U 1857., 1869., 1921. 1931. podaci su sadržani u naselju Umag.